# Thomas Heinemann (Medizinethiker)
Thomas Heinemann (* 1958) ist ein deutscher Medizinethiker und Philosoph. Von 2012 bis 2016 war Heinemann Mitglied des Deutschen Ethikrates.

## Beruflicher Werdegang
Nach dem Studium der Humanmedizin an der Rheinischen Friedrich-Wilhelms-Universität Bonn, das er 1979 begann und 1986 mit der Promotion abschloss, war Heinemann von 1985 bis 1998 als Wissenschaftlicher Assistent an der Medizinischen Klinik (allgemeine Innere Medizin) der Universität Bonn beschäftigt. Parallel dazu nahm er 1985 das Studium der Philosophie an der Universität Bonn auf, welches er im Jahr 2005 ebenfalls mit Promotion beendete.
Neben seiner Anerkennung als Arzt für Innere Medizin im Jahr 1991 und 1998 für Gastroenterologie erhielt Heinemann 2001 auch die Anerkennung als Arzt für Biochemie.
In den  Jahren 1992 bis 1994 war Heinemann zu einem Forschungsaufenthalt am Laboratory of Biochemical Genetics and Metabolism der Rockefeller University in New York. Nach einem weiteren Forschungsaufenthalt von 1997 bis 1998 im Kekulé-Institut für Organische Chemie und Biochemie der Universität Bonn folgte 1999 die Habilitation im Lehrgebiet Innere Medizin.
2006 wurde Heinemann zum Außerplanmäßigen Professor an der Medizinischen Fakultät der Universität Bonn für das Gebiet der Inneren Medizin ernannt. Dieses Lehrgebiet wurde im folgenden Jahr auf „Innere Medizin und Biomedizinische Ethik“ erweitert.
Darüber hinaus war Thomas Heinemann von 1999 bis 2010 als wissenschaftlicher Mitarbeiter am Institut für Wissenschaft und Ethik beim Philosophischen Seminar der Universität Bonn unter der Leitung von Ludger Honnefelder tätig, der auch seine Dissertation mit dem Titel „Klonieren beim Menschen“ betreute.
2011 wurde Heinemann auf den W3-Lehrstuhl für Ethik, Theorie und Geschichte der Medizin an der Philosophisch-Theologischen Hochschule Vallendar berufen.

## Sonstige Tätigkeiten
Von 1987 bis 1999 war Thomas Heinemann als Mitglied der Schriftleitung der Zeitschrift für medizinische Ethik tätig. Von 2001 bis 2006 war er Mitglied der Arbeitsgruppe Ethik des Schwerpunktprogramms Embryonale und gewebespezifische Stammzellen - Regenerative Zellsysteme und Gewebsersatz der Deutschen Forschungsgemeinschaft.
Seit dem Jahr 2007 ist Thomas Heinemann Vorsitzender der Ethik-Kommission der Cusanus trägergesellschaft trier mbH. Außerdem ist er seit 2009 Vorsitzender des Ethik-Beirates der Malteser Deutschland gGmbH.
Im April 2012 wurde er auf Vorschlag der Bundesregierung in den Deutschen Ethikrat berufen.

## Mitgliedschaften
- Görres-Gesellschaft zur Pflege der Wissenschaften
- Forschungsarbeitsgemeinschaft Bioethik des Landes Nordrhein-Westfalen
- Deutsche Gesellschaft für Innere Medizin
- Akademie für Ethik in der Medizin
- Trägerübergreifender Ethikrat des Bistums Trier
- Deutsche Gesellschaft für Philosophie
- Ethisch-rechtlich-sozialwissenschaftliche Arbeitsgemeinschaft des Kompetenznetzwerks Stammzellforschung in NRW
- Beirat Malteser Hospizarbeit, Palliativmedizin und Trauerarbeit der Malteser Deutschland gGmbH und des Malteser Hilfsdienstes

## Veröffentlichungen (Auswahl)
- Klonieren beim Menschen: Analyse des Methodenspektrums und internationaler Vergleich der ethischen Bewertungskriterien.  De Gruyter, Berlin 2005, ISBN 978-3-11-018430-3
- Stammzellforschung: Naturwissenschaftliche, ethische und rechtliche Aspekte. (gem. mit Jens Kersten). Freiburg Br. Alber 2007, ISBN 978-3-495-48196-7
- Sachstandbericht Stammzellforschung (2007). Naturwissenschaftliche Grundlagen. In: Deutsches Referenzzentrum für Ethik in den Biowissenschaften (Hrsg.): Ethik in den Biowissenschaften. Sachstandberichte des DRZE, Band 4, Alber Freiburg, München 2007, S. 21–105.
- Sachstandbericht Stammzellforschung (2007). Ethische Beurteilungskriterien für die Forschung an Stammzellen. In: Deutsches Referenzzentrum für Ethik in den Biowissenschaften (Hrsg.): Ethik in den Biowissenschaften. Sachstandberichte des DRZE, Band 4, Alber Freiburg, München 2007, S. 189–247.